# Центральний нападник (хокей із шайбою)
Центральний нападник (англ. Centre) — ключовий польовий гравець у хокеї, основне місце якого — у центрі лінії нападу. Центральний нападник — найуніверсальніший гравець, якому відводиться конструктивна роль як в атакуючих, так і в захисних діях команди. Діапазон його дій — найзначніший, він — творець і завершувач атак і руйнівник атакувальних дій суперників одночасно. Крім того, він певною мірою «регулятор» темпу, напруженості матчу. Виконання таких різноманітних функцій неможливе без оптимального поєднання індивідуальних і колективних дій.
Центральний нападник повинен уміти виконувати найрізноманітніші передачі, вести силове єдиноборство, сильно й точно виконувати завершальні кидки, особливо з середнього «п'ятачка», успішно грати при вкиданні шайби, грамотно вести позиційну гру, страхувати своїх партнерів, опікати суперників на ближньому й середньому «п'ятачку» біля своїх воріт, а нерідко — брати шайби на себе.